# Aleksander Rożniecki
Aleksander Antoni Jan Rożniecki herbu Rola (ur. 12 lutego 1774 lub 1 stycznia 1771 w Warszawie, zm. 24 lipca 1849 tamże) – generał jazdy Wojska Polskiego, członek Rady Państwa Imperium Rosyjskiego.

## Życiorys
Absolwent Korpusu Kadetów. Od 1788 w wojsku, w gwardii konnej. W 1789 podporucznik. W 1789 przeniósł się do 4 Brygady Kawalerii Narodowej i w stopniu kapitana uczestnik wojny polsko-rosyjskiej 1792. Działał w sprzysiężeniu insurekcyjnym i w insurekcji kościuszkowskiej 1794 wyróżnił się bojowością i patriotyzmem, za co został mianowany wicebrygadierem. Od 1798 w Legionach Polskich w stopniu pułkownika – odbył kampanię 1799 i 1801, w Legii Naddunajskiej, generał brygady, czasowo dowódca Legii. Po rozwiązaniu Legionów Polskich służył w korpusie gen. Masseny. Uczestniczył w kilku kampaniach we Włoszech i w Niemczech, wsławiony w bitwie pod Castelfranco 1805.
Od 1806 w wojsku polskim Księstwa Warszawskiego, 1807 inspektor kawalerii Księstwa Warszawskiego, generał z 1807. W wojnie austriacko-polskiej w 1809 wykazał się talentem taktycznym i śmiałym manewrem, począwszy od Raszyna. Jego oddział był forpocztą, która dotarła do Krakowa 14 lipca (dzień przed ks. Poniatowskim) i przełamała ostatni opór Austriaków przed zwycięskim wkroczeniem księcia. Wyzwolił Małopolskę Wschodnią ze Lwowem. Powołał tam administrację cywilną i wojskową. Od 1810 generał dywizji – kierował wywiadem przeciwko Rosji. Od 1811 należał do loży Wielkiego Wschodu Narodowego Księstwa Warszawskiego. W 1821 był jej ostatnim wielkim mistrzem.
W wyprawie na Moskwę 1812 dowódca 4 Lekkiej Dywizji Jazdy w IV Korpusie Jazdy Odwodowej Wielkiej Armii, walczył pod Mirem i Borodino. W 1813 szef sztabu VIII (polskiego) Korpusu w kampanii niemieckiej (saskiej) ks. J. Poniatowskiego. Ranny pod Lipskiem, dostał się do niewoli rosyjskiej.
W Królestwie Polskim, od 1815, dowódca Jazdy Królestwa Polskiego, od 1816 dodatkowo organizator i komendant Korpusu Żandarmerii. Zajął się działalnością policyjno-szpiegowską, tępił spiski rzeczywiste (Towarzystwo Patriotyczne) i metodą prowokacji i korupcji prokurował sztuczne. Z całą premedytacja wysługiwał się administracji carskiej, popełniając nadużycia, fałszerstwa, wymuszenia. Był znienawidzony jako organizator i szef prześladującej polskich bojowników i działaczy konspiracyjnych tajnej policji carskiej. Z inicjatywy Rożnieckiego, Nikołaja Nowosilcowa, przy wsparciu Mateusza Lubowidzkiego powołano Biuro Centralne Policji dla Warszawy i Królestwa Polskiego.
Po wybuchu powstania listopadowego uciekł z Warszawy i zaciągnął się do armii carskiej. Był członkiem rosyjskiej Rady Państwa. Później powrócił do Warszawy. Zmarł w Warszawie. Pochowany na Cmentarzu Powązkowskim (katakumby za 7 filarem).

## Odznaczenia
- Order Świętego Aleksandra Newskiego (Rosja, 1820)[5][6],
- Order Świętego Włodzimierza II klasy (Rosja, 1818)[5][6],
- Order Świętej Anny I klasy z brylantami (Rosja, 1819)[5][6],
- Order Świętego Stanisława I klasy z nadania Aleksandra I Romanowa (1815)[7][5][6],
- Order Wojskowy Księstwa Warszawskiego II klasy (1809)[5][6],
- Order Orła Białego (1829)[6]
- Order Legii Honorowej IV i V klasy (Francja, oba nadania w 1809)[5][6][8],
- Order Korony Żelaznej III klasy (Lombardia/Francja)[5],
- Order Obojga Sycylii I klasy (Neapol)[9]
- Order Orła Czerwonego IV klasy (Prusy)[8]
- Znak Honorowy za 35 lat służby (1830)[10].